# Dodge City (Kansas)
Dodge City is een plaats (city) in de Amerikaanse staat Kansas, en valt bestuurlijk gezien onder Ford County. In de tijd van het Wilde Westen was het een roemruchte plek; zo waren de legendarische Wyatt Earp en Bat Masterson er enige tijd hulpsherriff. Ook Doc Holliday verbleef een tijd in de stad. Om deze reden trekt de plaats veel toeristen.

## Geschiedenis

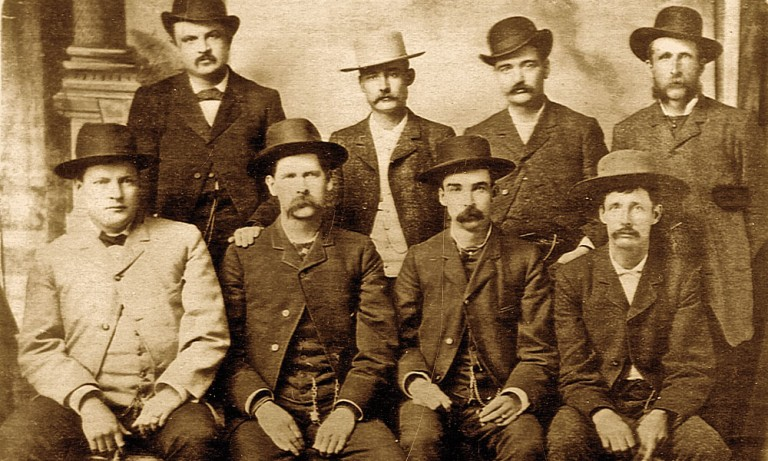
Foto uit 1883 van de betrokkenen in de Dodge City War, hier de Dodge City Peace Commission genoemd; van links naar rechts staand: W.H. Harris, Luke Short, Bat Masterson, W.F. Petillon, zittend: Charlie Bassett, Wyatt Earp, Frank McLain en Neal Brown; fotograaf: Charles A. Conkling.

In 1865 werd Fort Dodge gebouwd, om handelaren langs het Santa Fe Trail te beschermen omdat er nieuwe oorlogen met de Indianen dreigden. Dit fort werd vernoemd naar generaal Grenville M. Dodge. De geschiedenis van de stad begon een paar jaar later in 1871 toen de eerste bewoner een plaggenhut bouwde op enkele kilometers ten westen van Fort Dodge. Dit was een strategische plek, langs de rivier de Arkansas en deze plek zou ook een station op de Santa Fe Railway worden. In 1872 werd de plek officieel een stad en de eerste bar werd geopend in een tent. Er kwam al gauw handel in bizonhuiden en toen nog in hetzelfde jaar het station werd geopend kreeg de stad een rol in de veehandel. De rol werd versterkt doordat de regering van de staat Kansas quarantainelijnen trok waar vee niet overheen vervoerd mocht worden en Dodge City opeens midden op een route voor vee uit Texas kwam te liggen.
Rond 1883-1884 beleefde de stad haar piek in de veehandel. Dit was ook de tijd dat de stad het meest berucht was. Beruchte locaties waren onder andere de Long Branch Saloon en de China Doll brothel. In 1884 werd er zelfs aan stierenvechten gedaan. Omdat de Long Branch Saloon de plek was waar de nodige schietpartijen hadden plaatsgevonden, werd in 1883 een poging gedaan om deze en andere gokgelegenheden te sluiten. Deze poging ging de geschiedenis in als de geweldloze Dodge City War. Het sluiten van de saloon lukte echter niet maar kreeg veel bekendheid door de epische foto van gunslingers die na afloop werd gemaakt. In 1885 nam de staat wederom maatregelen tegen de verspreiding van ziektes en werden nieuwe quarantainegrenzen getrokken waardoor de stad opeens niet meer interessant was. In een jaar tijd werd het een slaperig stadje doordat alle veehandelaren, gokkers, prostituees en dieven westelijker waren getrokken.

## Demografie
Bij de volkstelling in 2000 werd het aantal inwoners vastgesteld op 25.176.
In 2006 is het aantal inwoners door het United States Census Bureau geschat op 26.101, een stijging van 925 (3.7%).

## Geografie
Volgens het United States Census Bureau beslaat de plaats een oppervlakte van
33,0 km², waarvan 32,7 km² land en 0,3 km² water. Dodge City ligt op ongeveer 760 m boven zeeniveau.

## Plaatsen in de nabije omgeving
De onderstaande figuur toont nabijgelegen plaatsen in een straal van 36 km rond Dodge City.

## Geboren in Dodge City
- Dennis Hopper (1936-2010), acteur, filmregisseur en kunstenaar